# World Press Photo
Die World Press Photo Foundation ist eine unabhängige, gemeinnützige Organisation, die 1955 in den Niederlanden gegründet wurde. Schirmherr der Organisation ist derzeit Prinz Constantijn von Oranien-Nassau.
Das Hauptziel besteht darin, die Arbeit professioneller Pressefotografen zu unterstützen. Im Laufe der Jahre hat sich World Press Photo zu einer unabhängigen, international renommierten Plattform für Fotojournalismus entwickelt. Zum Erreichen seiner Ziele veranstaltet World Press Photo alljährlich den weltweit größten Wettbewerb für Pressefotografie. Die preisgekrönten Fotos werden in einer Wanderausstellung gezeigt, die in mehr als 80 Städten auf der ganzen Welt von über einer Million Besuchern gesehen wird. Begleitend wird ein Jahrbuch mit allen preisgekrönten Einsendungen in sechs Sprachen veröffentlicht.
Neben dem Ausstellungsprogramm befasst sich World Press Photo mit aktuellen Entwicklungen im Fotojournalismus. Förderprojekte spielen eine immer größere Rolle: So werden unter anderem sieben Mal im Jahr in Entwicklungsländern Seminare für Fotografen, Fotoagenturen und Bildredakteure veranstaltet.

## Wettbewerb
Beim jährlich von der Stiftung durchgeführten Foto-Wettbewerb wird das Pressefoto des Jahres gewählt. Die Wahl zum Pressefoto des Jahres gilt als weltweit höchste Auszeichnung unter Fotografen.
Dieser Wettbewerb ist der einzige dieser Art, an dem Fotografen aus der ganzen Welt teilnehmen. Jedes Jahr treffen zum Einsendeschluss Ende Januar Zehntausende von Pressefotos freier Pressefotografen, Presseagenturen, Zeitungen und Magazine bei World Press Photo in Amsterdam ein. Die Einsendungen umfassen alle wichtigen nachrichtenbezogenen Ereignisse des Vorjahres. Insofern ist der Wettbewerb immer auch ein Resümee des aktuellen Weltgeschehens. 
Mit dem Wettbewerb 2021 wurden die bis dahin ausgeschriebenen Wertungskategorien abgeschafft und durch ein Regionalmodell ersetzt. Bevor eine Jury die Sieger in den Kategorien „World Press Photo of the Year“, „World Press Photo Story of the Year“, „World Press Photo Long Term Project“ und „World Press Photo Open Format“ ermittelt, werden zunächst die besten Fotos in den Regionen Afrika, Asien, Europa, Nord- und Mittelamerika, Südamerika und Südostasien/Ozeanien benannt. Zudem können besondere Beiträge, die bei der Preisvergabe nicht berücksichtigt wurden, eine „Honorable Mention“ oder eine „Special Mention“, also eine ehrenvolle oder besondere Erwähnung erhalten.